# Gerður Helgadóttir

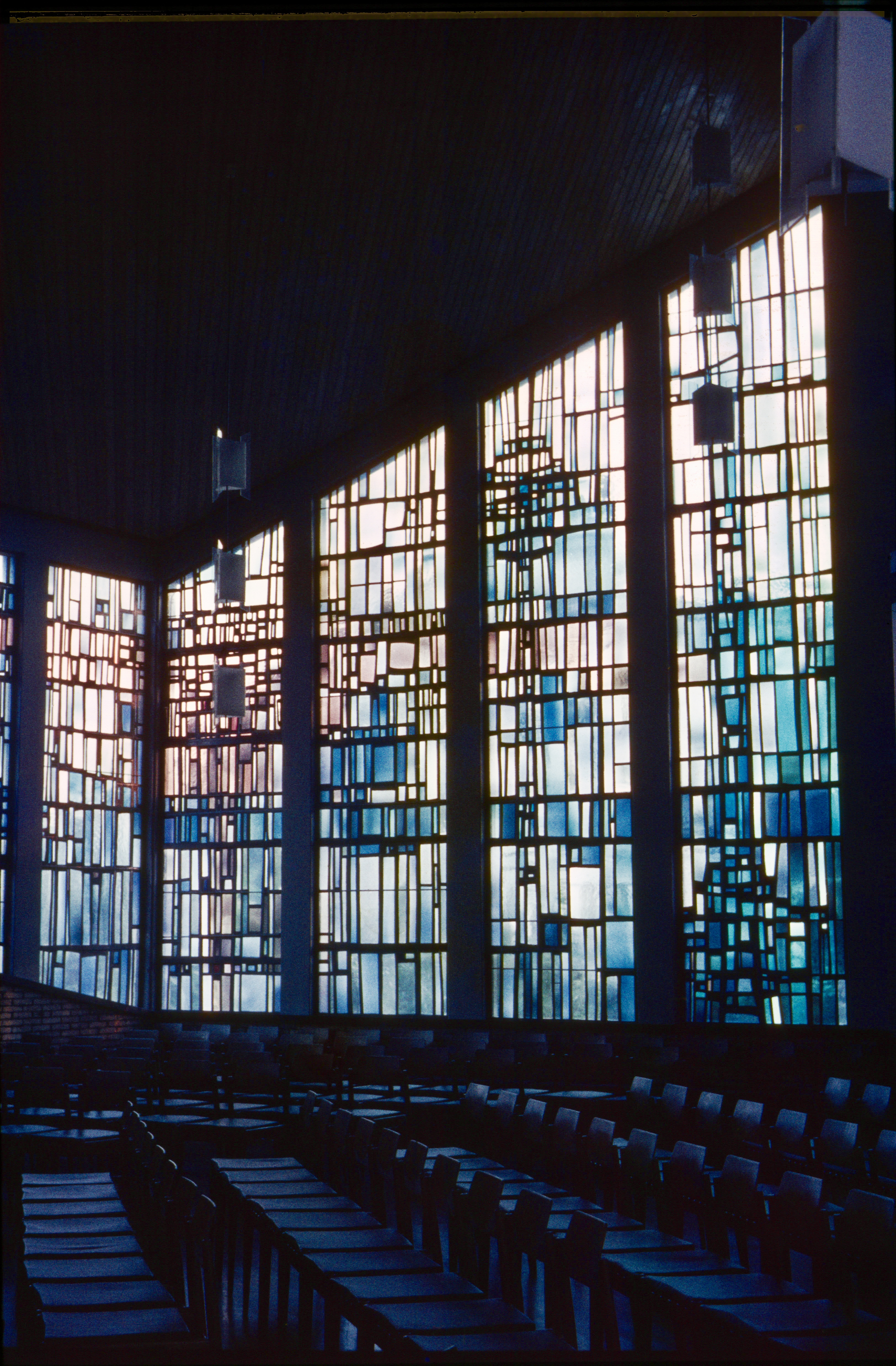

Gerður Helgadóttir (* 11. April 1928 in Tröllanes im Norðfjörður; † 17. Mai 1975) war eine isländische Künstlerin.
Die Künstlerin trat insbesondere als Bildhauerin, Mosaikbildnerin und Glasmalerin hervor.

## Werdegang
Gerður Helgadóttir erlernte ihre künstlerische Technik bei dem ebenfalls bekannten isländischen Bildhauer Sigurjón Ólafsson. Sie war für ihre geometrischen Eisenskulpturen und dreidimensionalen abstrakten Skulpturen bekannt. Sie hat am isländischen College of Arts and Handicraft studiert und in Florenz und Paris gearbeitet.

## Werke
Berühmte Arbeiten der Künstlerin sind etwa die Kirchenfenster in der Skálholtsdómkirkja und der Kópavogskirkja oder die der Hallgrímskirkja von Saurbær am Hvalfjörður. Ein Großteil ihrer Werke wurden im Gerðarsafn, einer nach ihr benannten, 1994 eröffneten Kunstgalerie in Kópavogur, gesammelt.
Verschiedene Werke von ihr finden sich auch in Deutschland. Zum Beispiel Kirchenfenster in der
- Kath. Kirche St. Antonius, Bergisch-Gladbach-Herkenrath[1]
- Evang. Versöhnungskirche, Essen-Rüttenscheid (1964)[2]
- Kirche auf der Billebrinkhöhe, Essen-Bergerhausen (1964–1965)[3]

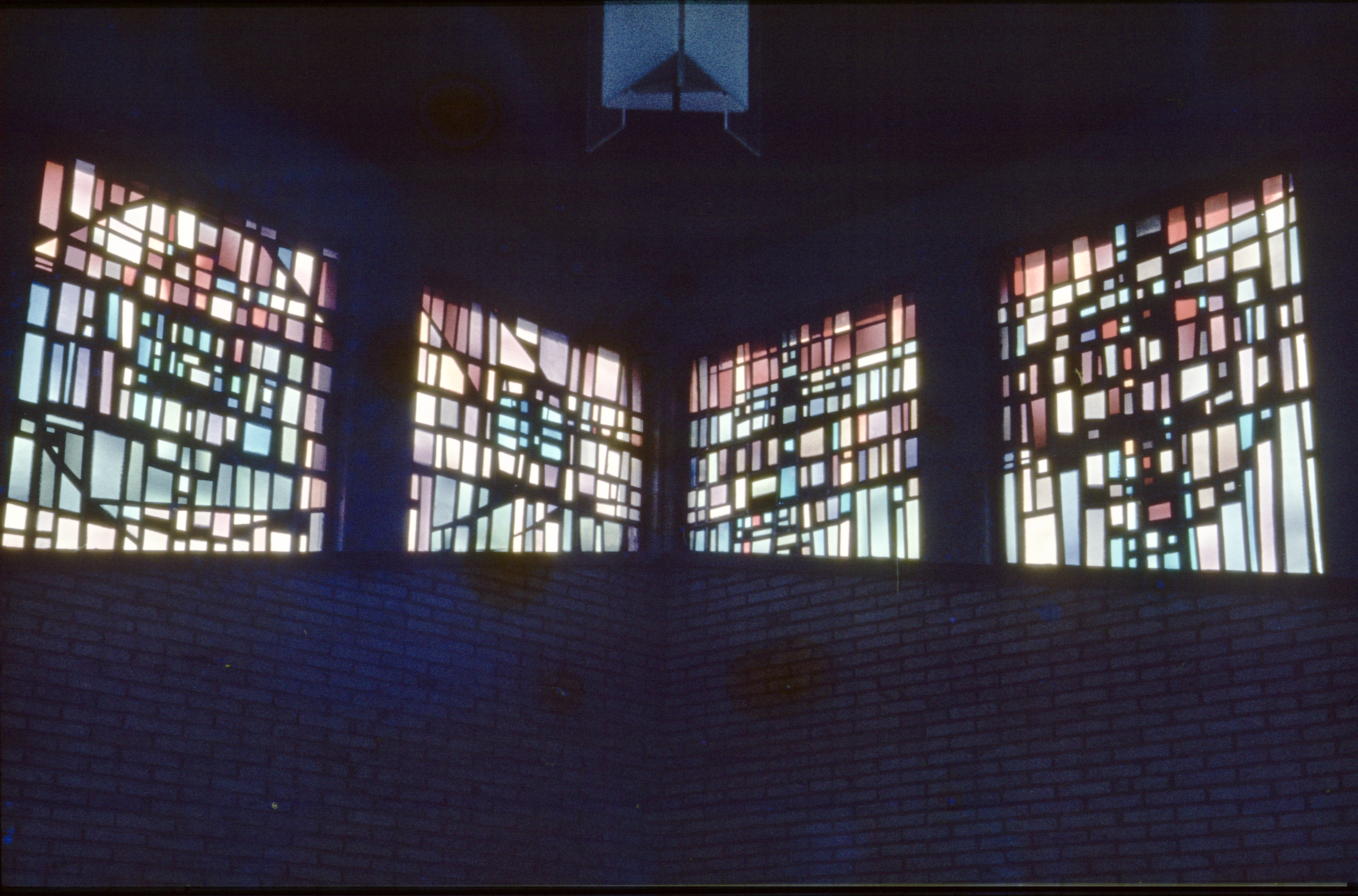
Fenster der Künstlerin Gerður Helgadóttir in der Kirche auf der Billebrinkhöhe.